# Avengers: Endgame
Avengers: Endgame je americký film pojednávající o týmu superhrdinů Marvel Comics Avengers, který produkovala společnost Marvel Studios a jehož distribuci zajistila společnost Walt Disney Studios Motion Pictures. Jedná se o pokračování filmu Avengers: Infinity War z roku 2018 a navazuje rovněž na filmy Avengers z roku 2012, Avengers: Age of Ultron z roku 2015 a Captain America: Občanská válka z roku 2016. Celkově se jedná o v pořadí 22. film v Marvelovském filmovém univerzu (MCU).
Film režírovali Anthony a Joe Russoovi, scénář napsali Christopher Markus a Stephen McFeely. Hráli v něm Robert Downey, Jr., Chris Evans, Josh Brolin, Mark Ruffalo, Tom Hiddleston, Chris Hemsworth, Jeremy Renner, Chris Pratt, Elizabeth Olsen, Benedict Cumberbatch, Samuel L. Jackson a další. Distribuční premiéra filmu se odehrála 25., resp. 26. dubna 2019.

## Děj
Clintu Bartonovi ze začátku zmizí jeho rodina, obrátí se v prach. Tři týdny poté, co Thanos s použitím Kamenů nekonečna vyhladil polovinu života ve vesmíru, Carol Danversová (Captain Marvel) zachrání Nebulu a Tonyho Starka (Iron Man) bloudící hlubokým vesmírem. Společně se vrátí zpět na Zem a připojí se ke zbývajícím Avengerům – Nataše Romanovové (Black Widow), Bruci Bannerovi (Hulk), Stevu Rogersovi (Captain America), Rocketovi, Thorovi a Jamesi Rhodesovi (War Machine). Všichni se vydají k neobydlené planetě, kde žije osamělý Thanos živící se jako prostý farmář. Thanos jim po jejich útoku odhalí, že zničil Kameny nekonečna jejich vlastní mocí, aby se tak vyhubení poloviny života ve vesmíru stalo nezvratným. Thor následně Thanosovi v hněvu usekne hlavu.
O pět let později Carol Danversová vykonává mise v hlubokém vesmíru. Scott Lang (Ant-Man) je díky zásahu náhody konečně vysvobozen z kvantové říše a zjišťuje, co se mezitím stalo. Setká se se svou dcerou Cassie, ale Hank Pym a jeho blízcí jsou pryč. Langovi místo pěti let uplynulo pouhých pět hodin, kontaktuje proto Romanovovou a Rogerse s nápadem, aby časová nestálost v říši kvant byla využita k sestrojení stroje času, jehož prostřednictvím by napravili to, co Thanos způsobil svým osudným lusknutím. Požádají proto Tonyho Starka o pomoc, ale ten odmítá, protože má s Pepper Pottsovou malou dceru a obává se změn časové osy – hrátky s časem jsou nebezpečná věc. Z toho důvodu se trojice obrátí na Bannera (který se naučil ovládat Hulkovu formu a zároveň zůstat zcela inteligentní a příčetný) a ten souhlasí, že jim pomůže sestrojit stroj času. Stark nakonec změní názor a pomůže Bannerovi dokončit projekt.
S novou nadějí cestuje Romanovová do Japonska, kde se nachází Clint Barton (Hawkeye), který se stal vyděděncem-zabijákem v důsledku dezintegrace celé jeho rodiny před pěti lety, a přesvědčí jej k návratu zpět do Ameriky. Stejně tak cestují Banner a Rocket do Norska, kde přeživší z Asgardu založili malou rybářskou ves jménem Nový Asgard. Zde najdou Thora, z nějž se stal obtloustlý opilec, a přesvědčí jej, aby se vrátil k Avengers.
Znovusjednocení Avengers se rozdělí do tří skupin. Banner, Rogers, Lang a Stark cestují do New Yorku roku 2012, do právě probíhající bitvy o New York, která jim poskytuje ideální podmínky jak zapadnout do chaosu. Banner navštíví newyorskou Svatyni a přesvědčí Prastarou, aby mu dala Kámen času s tím, že jí ho opět vrátí. Rogers překoná tajné agenty Hydry a jeho vlastní minulé já a získá tak Lokiho žezlo (s Kamenem mysli), ale pokus Starka a Langa tajně ukrást Teserakt (s Kamenem prostoru) selhává a Loki s jeho pomocí uniká pryč. Rogers a Stark použijí poslední ampulky s Pymovými částicemi – s jejichž pomocí cestují časem – pro cestu do roku 1970. Zde infiltrují ústředí S.H.I.E.L.D.u, ukradnou dřívější verzi Teseraktu a několik ampulek s Pymovými částicemi od mladého Hanka Pyma, a vrací se zpět do budoucnosti.
Rocket a Thor cestují do Asgardu roku 2013, aby získali Aether (s Kamenem reality) z Jane Fosterové. To se podaří, Thor si navíc opět promluví se svou matkou a získá zpět své kladivo Mjölnir. Mezitím Barton a Romanovová cestují na Vormir roku 2014 a od strážce Kamene duše – Red Skulla – zjišťují, že je nutné provést oběť milovaného. Nakonec se obětuje Romanovová, čímž Barton získává Kámen duše. Toho samého roku na planetě Morag, Rhodes a Nebula ukradnou Orb (s Kamenem moci) o chvíli dříve, než jej ukradne Peter Quill (Star-Lord). Rhodes se vrací do přítomnosti i s Orbem, ale Nebula tohoto časového skoku není schopna v důsledku poruchy implantátů – její minulé já se propojilo s jejím současným já. Díky tomuto propojení Thanos minulosti zjišťuje vše ohledně plánů Avengers. Nebula minulosti zpacifikuje své budoucí já a v přestrojení za ní cestuje do budoucnosti.
Všechny Kameny nekonečna shromážděné týmem použije v současnosti Banner k tomu, aby navrátil zpět všechny, co se před pěti lety obrátili v prach. To se zdaří, ale Nebula minulosti použije stroj času k přenosu Thanose a jeho bitevního křižníku do budoucnosti, kde křižník rozbombarduje sídlo Avengers. Gamora z minulosti, taktéž cestující s Thanosem do budoucnosti, projeví soucit a osvobodí Nebulu z budoucnosti, která následně zastřelí své minulé já. Thanos se teleportuje na povrch, aby s Avengers bojoval osobně. Vysvětlí jim, že tentokrát hodlá použít Kameny nekonečna ke zničení stávajícího vesmíru a vytvoření nového, z jeho pohledu lepšího. Thanos úspěšně odráží útoky Avengers a přivolává svou armádu, aby napadla Zemi. Stephen Strange však přijde s posilami včetně kolegů čarodějů; ostatních Avengers, kteří se před pěti lety změnili v prach; Strážců Galaxie a armádami Asgardu, Wakandy a Plenitelů. Propukne velký boj, k němuž se připojí Gamora s Nebulou a nakonec i Danversová, která zničí Thanosův křižník. Během bitvy se několikrát Thanos zmocní rukavice s Kameny, ale nejdříve ho o ni připraví Rogers a poté Danversová. Tu ale Thanos omráčí a znovu se zmocní rukavice s Kameny, ale než je stačí použít, Stark jej o ně připraví a sám je použije k tomu, aby obrátil Thanose a jeho armádu v prach. Tento čin však jeho organismus nevydrží a Stark umírá.
Krátce po Starkově pohřbu Thor jmenuje Valkýru královnou Nového Asgardu a přidává se ke Strážcům Galaxie. Rogers pomocí nového stroje času vrací Kameny nekonečna a Mjölnir zpět na jejich místa v čase a sám následně zůstává v minulosti s Peggy Carterovou. Opět v současnosti, Rogers již jako starý muž předává svůj štít Samu Wilsonovi (Falcon), z něhož by se měl stát nový Captain America. Jedna éra končí, druhá začíná…

## Obsazení
- Robert Downey Jr. jako Tony Stark / Iron Man – Hlavní hrdina, superhrdina s elektromechanickým oblekem.
- Chris Evans jako Steve Rogers / Kapitán Amerika – Druhý hlavní hrdina, superhrdina v amerických barvách,patron USA, přítel Tonyho Starka, po dlouhé době se usmířili.
- Mark Ruffalo jako Bruce Banner / Hulk – Vědec, původně člověk, který se proměnil v obří zelené monstrum Hulka a zezelenal, jen když se naštval, ale pak na sobě dělal pokusy v laboratoři, spojil dohromady 2 osobnosti, duši a inteligenci (Bruce Banner) a tělo (Hulk) a zůstal mu jeho zelený vzhled.
- Chris Hemsworth jako Thor – Superhrdina s kladivem, pochází z Asgardu. Inspirovaný postavami ze severské mytologie.
- Scarlett Johansson jako Natasha Romanovová / Black Widow – Bývalá ruská agentka.
- Jeremy Renner jako Clint Barton / Hawkeye / Ronin – lukostřelec, superhrdina[1]
- Josh Brolin jako Thanos – Úhlavní nepřítel
- Don Cheadle jako James "Rhodey" Rhodes / War Machine – Bývalý plukovník a voják, kamarád Tonyho Starka, superhrdina s elektromechanickým oblekem.
- Paul Rudd jako Scott Lang / Ant-Man – Mravenčí superhrdina, který se odkáže zvětšit i zmenšit.
- Brie Larson jako Captain Marvel
- Bradley Cooper jako Rocket – Mýval, z týmu Strážci Galaxie
- Karen Gillan jako Nebula – Členka týmu Strážců Galaxie, dcera Thanose
- Benedict Cumberbatch jako Doctor Strange – Superhrdina, čaroděj, který společně s ostatními na konci oživl.
- Tom Holland jako Peter Parker / Spider-Man – Mladý superhrdina, který společně s ostatními na konci oživl.
- Chris Pratt jako Peter Quill / Star-Lord – Z týmu Strážci galaxie
- Dave Bautista jako Drax – Z týmu Strážci Galaxie
- Zoe Saldana jako Gamora – Z týmu Strážci Galaxie
- Pom Klementieff jako Mantis – Z týmu Strážci Galaxie
- Vin Diesel jako Groot – Strom, z týmu Strážci Galaxie
- Anthony Mackie jako Sam Wilson / Falcon – Superhrdina s létajícími křídly, kamarád Captaina America, který společně s ostatními na konci oživl.
- Elizabeth Olsen jako Wanda Maximovová / Scarlet Witch – Čarodějnice, která společně s ostatními na konci oživla.
- Sebastian Stan jako Bucky Barnes / Bílý Vlk – Super voják, kamarád Captaina America, který společně s ostatními na konci oživl.[2]
- Chadwick Boseman jako T'Challa / Black Panther – Král Wakandy, který společně s ostatními na konci oživl.
- Danai Gurira jako Okoye
- Tom Hiddleston jako Loki,[3] bratr Thora
- Gwyneth Paltrow jako Pepper Potts / Rescue[4] – Přítelkyně Tonyho Starka
- Letitia Wright jako Shuri, sestra Black Panthera
- Evangeline Lilly jako Hope van Dyne / Wasp – Parťačka Ant-Mana
- Michael Douglas jako Hank Pym[2]
- Michelle Pfeifferová jako Janet van Dyne[2]
- Samuel L. Jackson jako Nick Fury[2]
- Cobie Smulders jako Maria Hillová
- Frank Grillo jako Brock Rumlow / Crossbones[5]
- Tilda Swinton jako Prastará[6]
- Benedict Wong jako Wong
- Emma Fuhrmann jako Cassie Lang[7]
- Hiroyuki Sanada jako Akihiko, boss Jakuzy
- Tessa Thompson jako Valkyrie
- Jon Favreau jako Harold „Happy“ Hogan
- Marisa Tomei jako May Parker
- Hayley Atwellová jako Margaret „Peggy“ Carterová

## Produkce
Zamýšlený vznik filmu byl oznámen v říjnu 2014 pod názvem Avengers: Infinity War – Část 2. V červenci 2016 Marvel tento název zamítl s odůvodněním, že se jedná o dva velmi rozdílné filmy a příběhy. Nový název filmu pak byl veřejně oznámen až při publikování traileru 7. prosince 2018.
Již v červnu 2016 bylo zveřejněno, že Alan Silvestri, který složil hudbu pro film Avengers, byl nasmlouván také ke složení hudby jak pro Avengers: Infinity War, tak i pro Avengers: Endgame.

## Premiéra
Premiéra Avengers: Endgame se v Česku a na Slovensku uskutečnila 25. dubna 2019, ve Spojených státech amerických o den později, tedy 26. dubna 2019. Předcházela jí předpremiéra na Velikonoční pondělí 22. dubna, tedy symbolicky na Den Země.

## Návštěvnost a tržby
Film vyšel z rozpočtu okolo 356 milionů amerických dolarů a už v prvním promítacím víkendu překonal rekordy a tak říkajíc si na sebe vydělal, když jen v USA utržil 357 milionů dolarů. Za necelé dva týdny v kinech vydělal přes 1,915 miliardy dolarů. Po druhém promítacím víkendu to bylo celosvětově již 2,189 miliardy dolarů (v přepočtu asi 50 miliard korun). Předstihl tak v celkových tržbách film Titanic z roku 1997 a dostal se na druhou příčku za snímek Avatar z roku 2009 – ten dosáhl celosvětových tržeb 2,78 miliardy dolarů, překonání dvou miliard mu však trvalo dlouhých 47 dní. V přehledu serveru Box Office Mojo, který počítá jen domácí tržby v USA a především zohledňuje inflaci, však byl film Avengers: Endgame po druhém víkendu až na 42. příčce. Film k 18. červnu 2019 utržil 2,744 miliardy dolarů.